# 桑树
桑屬是桑科的一個屬。有许多种，有乔木也有灌木，有华桑、白桑、黑桑、鸡桑、鲁桑等。其果实名为桑葚。

## 主要用途

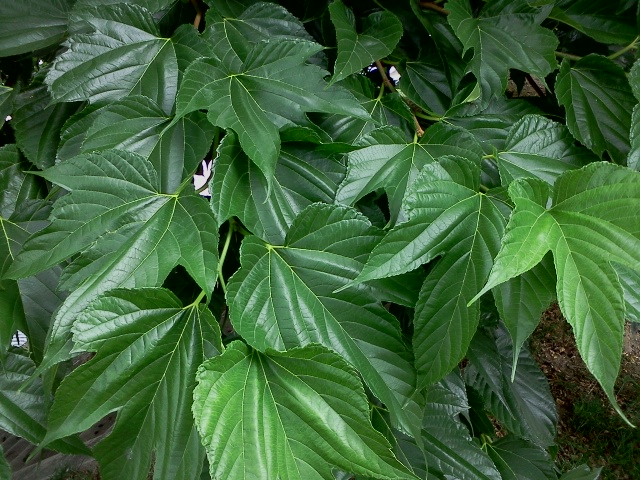
桑叶

- 樹皮、樹根：可入中藥，稱作桑白皮、蜜桑白皮，早期用以製紙，亦可當成食用菇菌菌絲載體（如桑寄生）

- 葉：可入藥，但主用途是餵養蠶（與柞樹一樣）
- 果實（桑葚）：可食用、榨汁用、釀酒用，亦可乾燥後搗末入藥

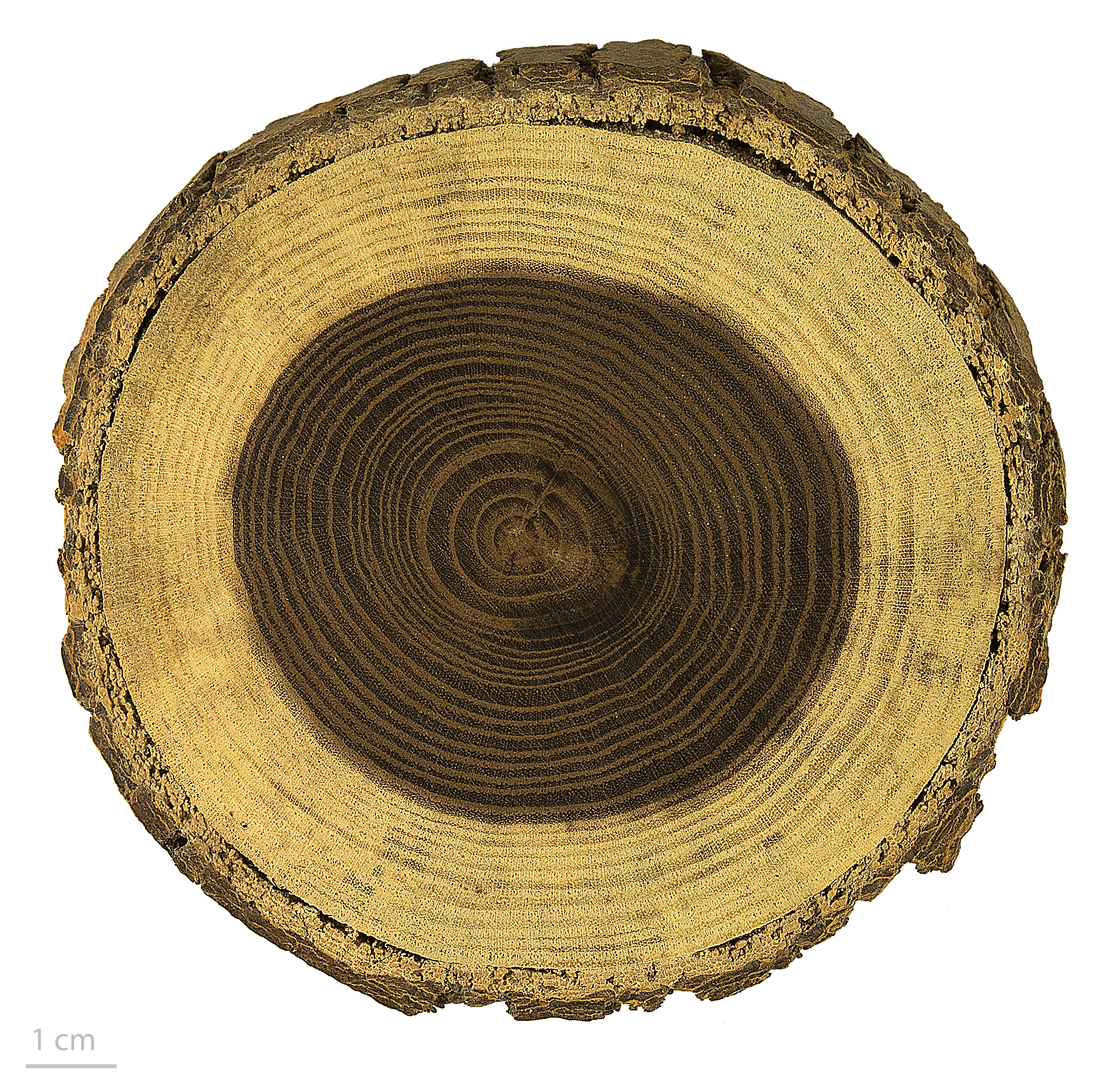
Morus alba

## 物種
桑屬物種分類的爭議比較大，現時已出版的文獻裡，劃為桑屬的植物超過150種，儘管當中有不少不同的命名很可能是指同一個物種植物。在這百多個物種的命名當中，只有10到16個是得到普遍認同的。以下為現時普遍認同屬於桑屬的物種：
- 白桑 Morus alba L.
- 小桑树 Morus australis Poir.
- Morus celtidifolia Kunth
- Morus insignis
- 非洲桑 Morus mesozygia Stapf
- 奶桑 Morus macroura
- Morus microphylla
- 黑桑 Morus nigra L.
- 紅桑 (桑屬) Morus rubra L.

以下植物有時也算入桑屬：
- Morus atropurpurea
- Morus bombycis [M. australis]
- 华桑 Morus cathayana
- 印度桑 Morus indica [M. alba]
- Morus japonica [M. alba]
- Morus kagayamae [M. australis]
- Morus laevigata [M. alba var. laevigata; M. macroura]
- Morus latifolia [M. alba]
- 荔波桑 Morus liboensis
- 奶桑 Morus macroura [M. alba var. laevigata]
- 蒙桑 Morus mongolica [M. alba var. mongolica]
- Morus multicaulis [M. alba]
- 川桑 Morus notabilis
- Morus rotundiloba
- 吉隆桑 Morus serrata [M. alba var. serrata],
- Morus tillaefolia
- 裂叶桑 Morus trilobata [M. australis var. trilobata]
- 长穗桑 Morus wittiorum

## 外部連結
- 桑 Sang （页面存档备份，存于） 藥用植物圖像數據庫 (香港浸會大學中醫藥學院)（中文）（英文）
- 桑枝 中藥材圖像數據庫  (香港浸會大學中醫藥學院) （中文）（英文）
- 桑葉 中藥材圖像數據庫  (香港浸會大學中醫藥學院) （中文）（英文）
- 桑白皮 中藥材圖像數據庫  (香港浸會大學中醫藥學院) （中文）（英文）
- 桑椹 中藥材圖像數據庫  (香港浸會大學中醫藥學院) （中文）（英文）
- 桑葉 Sang Ye （页面存档备份，存于） 中藥標本數據庫 (香港浸會大學中醫藥學院) （繁體中文）（英文）
- 桑白皮 Sang Bai Pi （页面存档备份，存于） 中藥標本數據庫 (香港浸會大學中醫藥學院) （繁體中文）（英文）
- 葉綠醇 Phytol （页面存档备份，存于） 中草藥化學圖像數據庫 (香港浸會大學中醫藥學院) （中文）（英文）

## 延伸阅读
[在维基数据编辑]
 《欽定古今圖書集成·博物彙編·草木典·桑部》，出自陈梦雷《古今圖書集成》
 《植物名實圖考·桑》，出自吳其濬《植物名實圖考》